# Авъл Постумий Албин Луск
Авъл Постумий Албин Луск (на латински: Aulus Postumius Albinus Luscus) e политик на Римската република през 2 век пр.н.е.

## Биография
Син е на Авъл Постумий Албин (консул 242 пр.н.е.).По-голям брат е на Спурий Постумий Албин Павлул и Луций Постумий Албин, които са консули 174 и 173 пр.н.е. Името си Луск получава, защото загубил окото си. Постумий е баща на Авъл Постумий Албин (консул 151 пр.н.е.).
През 192 пр.н.е. той е до римската победа легат във войната против Антиох III. През 187 пр.н.е. е едил заедно с Публий Корнелий Цетег. Това е по времето на консула Марк Емилий Лепид и двамата остават във връзка.
През 186 пр.н.е. братовчед му Спурий Постумий Албин провежда консулските избори. Постумий, колегата му като едил Цетег и приятелят му Луций Постумий Темпсануса са избрани за претори за 185 пр.н.е.
През 180 пр.н.е. Постумий е избран за консул заедно с Гай Калпурний Пизон, а брат му Луций е избран за претор. Емилий Лепид получава службата на pontifex maximus и става цензор за 179 пр.н.е. Постумий и Калпурний Пизон, както и предишните консули трябва да се бият против лигурите и да съберат попълнение за войската. По това време Калпурний Пизон умира и Постумий чака да се избере негов заместник. Суфектконсул става Квинт Фулвий Флак. В това време проконсулите побеждават лигурските апуани. Постумий се бие успешно с планински племена и с флотата си стига до Албинтимелиум (дн. Вентимиля).
През 175 пр.н.е. той ръководи сенатска делегация и дуумвир aedi dedicandae при дарданите на северния Балкански полуостров. Същата година Марк Емилий Лепид провежда избори и помага на Постумий да бъде избран за цензор. По-малкият му брат Спурий е избран за консул за 174 пр.н.е.
През 173 пр.н.е. той е приет в жреческата колегия на decemviri sacris faciundis. През 171 пр.н.е. Постумий е изпратен на Крит като водач на тричленна делегация, за да доведе стрелци за войната на Рим против македонския цар Персей. През 167 пр.н.е. след победата над Персей той ръководи десетчленната комисия за създаване на нов ред в победеното Македонско царство.